# Brachyptère bleue
Brachypteryx montana
Pour les articles homonymes, voir Myrmidon.
Espèce
Statut de conservation UICN

 LC  : Préoccupation mineure
La Brachypyère bleue (Brachypteryx montana) est une espèce de passereaux de la famille des Muscicapidae qui peuple les montagnes de Java.

## Liste des sous-espèces
Selon GBIF (9 août 2023) :
- Brachypteryx montana andersoni Rand & Rabor, 1967
- Brachypteryx montana brunneiceps Ogilvie-Grant, 1896
- Brachypteryx montana cruralis (Blyth, 1843)
- Brachypteryx montana erythrogyna Sharpe, 1888
- Brachypteryx montana floris Hartert, 1897
- Brachypteryx montana goodfellowi Ogilvie-Grant, 1912
- Brachypteryx montana malindangensis Mearns, 1909
- Brachypteryx montana mindanensis Mearns, 1905
- Brachypteryx montana mindorensis Hartert, 1916
- Brachypteryx montana montana Horsfield, 1821
- Brachypteryx montana poliogyna Ogilvie-Grant, 1895
- Brachypteryx montana saturata Salvadori, 1879
- Brachypteryx montana sillimani Ripley & Rabor, 1962
- Brachypteryx montana sinensis Rickett, 1897

## Systématique
Le nom valide complet (avec auteur) de ce taxon est Brachypteryx montana Horsfield, 1821.
Ce taxon porte en français le nom vernaculaire ou normalisé suivant : Brachyptère bleue.

## Publication originale
- (en + la) Thomas Horsfield, « XIV. Systematic Arrangement and Description of Birds from the Island of Java », Transactions of the Linnean Society of London, vol. 13, no 1,‎ juin 1821, p. 133–200 (ISSN 1945-9432, 1945-9335 et 1945-9432, DOI 10.1111/J.1095-8339.1821.TB00061.X, lire en ligne). [2]